# Copa Libertadores 1995
Navigation
Édition précédente Édition suivante
La Copa Libertadores 1995 est la 36e édition de la Copa Libertadores. Le club vainqueur de la compétition est désigné champion d'Amérique du Sud 1995 et se qualifie pour la Coupe intercontinentale 1995 et la Copa Interamericana 1995.
C'est le club brésilien du Grêmio Foot-Ball Porto Alegrense qui remporte le trophée cette année, après avoir battu en finale les Colombiens de l'Atlético Nacional. C'est le deuxième succès pour le Grêmio après celui de 1983. L'Atlético Nacional dispute quant à lui sa deuxième finale et connaît son premier échec à ce niveau. L'attaquant de Grêmio Mário Jardel termine meilleur buteur de la compétition avec douze buts inscrits, un total qui n'avait plus été atteint depuis 1976.
La compétition conserve le même format que les années précédentes. Le premier tour compte quatre poules de cinq équipes, dont les trois premiers disputent la phase finale où ils sont rejoints par le tenant du titre. La phase finale est jouée sous forme de rencontres à élimination directe, des huitièmes de finale jusqu'à la finale. En cas d'égalité de résultat, les clubs disputent une prolongation puis éventuellement une séance de tirs au but (la règle des buts marqués à l'extérieur n'est pas utilisée). La seule différence notable par rapport aux autres éditions est le changement de barème puisque la victoire en phase de poule rapporte désormais trois points au lieu de deux.

Cette compétition fut marquée par le célèbre but sur coup franc du gardien de l'Atlético Nacional René Higuita lors de la demi-finale aller opposant son club à River Plate (victoire de l'Atlético Nacional 1-1 8-7 tab).

## Clubs engagés
- Club Atlético Vélez Sarsfield - Tenant du titre
- Club Atlético River Plate - Vainqueur du tournoi Ouverture 1993
- CA Independiente - Vainqueur du tournoi Clôture 1994
- Club Bolívar - Champion de Bolivie 1994
- Club Deportivo Jorge Wilstermann - Vice-champion de Bolivie 1994
- Sociedade Esportiva Palmeiras - Champion du Brésil 1994
- Grêmio Foot-Ball Porto Alegrense - Vainqueur de la Copa do Brasil 1994
- Corporación de Fútbol de la Universidad de Chile - Champion du Chili 1994
- Club Deportivo Universidad Católica - Vainqueur de la Liguilla pré-Libertadores 1994
- Corporación Deportiva Club Atlético Nacional - Champion de Colombie 1994
- Millonarios Fútbol Club - Vice-champion de Colombie 1994
- Club Sport Emelec - Champion d'Équateur 1994
- Club Deportivo El Nacional - Vice-champion d'Équateur 1994
- Cerro Porteño - Champion du Paraguay 1994
- Club Olimpia - Vice-champion du Paraguay 1994
- Club Sporting Cristal - Champion du Pérou 1994
- Club Alianza Lima - Vainqueur de la Liguilla pré-Libertadores 1994
- Club Atlético Peñarol - 1er de la Liguilla pré-Libertadores 1994
- Club Atlético Cerro - 2e de la Liguilla pré-Libertadores 1994
- Caracas Futbol Club - Champion du Venezuela 1993-1994
- Trujillanos Fútbol Club - Vice-champion du Venezuela 1993-1994

## Compétition

### Premier tour
| Rang | Équipe                    | Pts | J | G | N | P | Bp | Bc | Diff |  | Résultats (▼ dom., ► ext.) | RPl | Peñ | Ind | Cer |
| ---- | ------------------------- | --- | - | - | - | - | -- | -- | ---- |  | -------------------------- | --- | --- | --- | --- |
| 1    | Club Atlético River Plate | 12  | 6 | 3 | 3 | 0 | 11 | 3  | +8   |  | Club Atlético River Plate  |     | 1-1 | 2-0 | 5-0 |
| 2    | Club Atlético Peñarol     | 9   | 6 | 2 | 3 | 1 | 9  | 7  | +2   |  | Club Atlético Peñarol      | 1-1 |     | 1-2 | 3-3 |
| 3    | CA Independiente          | 7   | 6 | 2 | 1 | 3 | 5  | 7  | -2   |  | CA Independiente           | 1-1 | 0-1 |     | 2-1 |
| 4    | Club Atlético Cerro       | 4   | 6 | 1 | 1 | 4 | 5  | 13 | -8   |  | Club Atlético Cerro        | 0-1 | 0-2 | 1-0 |     |

| Rang | Équipe                  | Pts | J | G | N | P | Bp | Bc | Diff |  | Résultats (▼ dom., ► ext.) | CPo | Oli | Car | Tru |
| ---- | ----------------------- | --- | - | - | - | - | -- | -- | ---- |  | -------------------------- | --- | --- | --- | --- |
| 1    | Cerro Porteño           | 14  | 6 | 4 | 2 | 0 | 16 | 6  | +10  |  | Cerro Porteño              |     | 2-2 | 2-1 | 3-1 |
| 2    | Club Olimpia            | 12  | 6 | 3 | 3 | 0 | 16 | 7  | +9   |  | Club Olimpia               | 1-1 |     | 5-0 | 4-1 |
| 3    | Caracas Futbol Club     | 6   | 6 | 2 | 0 | 4 | 8  | 18 | -10  |  | Caracas Futbol Club        | 0-6 | 1-2 |     | 3-2 |
| 4    | Trujillanos Fútbol Club | 1   | 6 | 0 | 1 | 5 | 8  | 17 | -9   |  | Trujillanos Fútbol Club    | 1-2 | 2-2 | 1-3 |     |

| Rang | Équipe                  | Pts | J | G | N | P | Bp | Bc | Diff |  | Résultats (▼ dom., ► ext.) | Mil | Nac | UCh | UCa |
| ---- | ----------------------- | --- | - | - | - | - | -- | -- | ---- |  | -------------------------- | --- | --- | --- | --- |
| 1    | Millonarios Fútbol Club | 10  | 6 | 3 | 1 | 2 | 11 | 8  | +3   |  | Millonarios Fútbol Club    |     | 2-0 | 1-0 | 5-1 |
| 2    | Atlético Nacional       | 9   | 6 | 2 | 3 | 1 | 5  | 4  | +1   |  | Atlético Nacional          | 0-0 |     | 1-0 | 3-1 |
| 3    | CF Universidad de Chile | 7   | 6 | 2 | 1 | 3 | 7  | 7  | 0    |  | CF Universidad de Chile    | 3-2 | 0-0 |     | 4-1 |
| 4    | CD Universidad Catolica | 7   | 6 | 2 | 1 | 3 | 10 | 14 | -4   |  | CD Universidad Catolica    | 4-1 | 1-1 | 2-0 |     |

| Match pour la 3e place | CD Universidad Catolica       | 4 - 1 | CF Universidad de Chile | Santiago |  |
| 12 avril 1995          | Ardiman · Acosta , · Gorosito |       | Mardones                |          |  |

| Rang | Équipe                     | Pts | J | G | N | P | Bp | Bc | Diff |  | Résultats (▼ dom., ► ext.) | Pal | Grê | Eme | ElN |
| ---- | -------------------------- | --- | - | - | - | - | -- | -- | ---- |  | -------------------------- | --- | --- | --- | --- |
| 1    | Palmeiras                  | 13  | 6 | 4 | 1 | 1 | 15 | 5  | +10  |  | Palmeiras                  |     | 3-2 | 2-1 | 7-0 |
| 2    | Grêmio FBPA                | 11  | 6 | 3 | 2 | 1 | 12 | 7  | +5   |  | Grêmio FBPA                | 0-0 |     | 4-1 | 2-0 |
| 3    | Club Sport Emelec          | 5   | 6 | 1 | 2 | 3 | 8  | 12 | -4   |  | Club Sport Emelec          | 1-3 | 2-2 |     | 1-1 |
| 4    | Club Deportivo El Nacional | 4   | 6 | 1 | 1 | 4 | 3  | 14 | -11  |  | Club Deportivo El Nacional | 1-0 | 1-2 | 0-2 |     |

| Rang | Équipe                | Pts | J | G | N | P | Bp | Bc | Diff |  | Résultats (▼ dom., ► ext.) | Cri | Bol | Ali | JWi |
| ---- | --------------------- | --- | - | - | - | - | -- | -- | ---- |  | -------------------------- | --- | --- | --- | --- |
| 1    | Club Sporting Cristal | 12  | 6 | 3 | 3 | 0 | 15 | 4  | +11  |  | Club Sporting Cristal      |     | 1-0 | 3-0 | 7-0 |
| 2    | Club Bolívar          | 9   | 6 | 2 | 3 | 1 | 8  | 5  | +3   |  | Club Bolívar               | 1-1 |     | 3-1 | 2-0 |
| 3    | Club Alianza Lima     | 5   | 6 | 1 | 2 | 3 | 10 | 11 | -1   |  | Club Alianza Lima          | 1-1 | 1-1 |     | 6-1 |
| 4    | CD Jorge Wilstermann  | 5   | 6 | 1 | 2 | 3 | 6  | 19 | -13  |  | CD Jorge Wilstermann       | 2-2 | 1-1 | 2-1 |     |

### Huitièmes de finale
Le tirage au sort est orienté afin que le tenant du titre, Vélez Sarsfield, rencontre l'une des deux autres formations argentines encore en lice.
| Équipe 1                | Résultat      | Équipe 2                         | Aller | Retour |
| ----------------------- | ------------- | -------------------------------- | ----- | ------ |
| Club Olimpia            | 0 - 5         | Grêmio FBPA                      | 0 - 3 | 0 - 2  |
| Club Alianza Lima       | 1 - 3         | Millonarios Fútbol Club          | 1 - 1 | 0 - 2  |
| Club Sport Emelec       | 2 - 2 5-4 tab | Cerro Porteño                    | 2 - 0 | 0 - 2  |
| Club Bolívar            | 1 - 3         | SE Palmeiras                     | 1 - 0 | 0 - 3  |
| Atlético Nacional       | 6 - 2         | Club Atlético Peñarol            | 3 - 1 | 3 - 1  |
| CA Independiente        | 2 - 5         | Club Atlético Vélez Sarsfield'T' | 0 - 3 | 2 - 2  |
| Caracas Futbol Club     | 5 - 8         | Club Sporting Cristal            | 2 - 2 | 3 - 6  |
| CD Universidad Catolica | 3 - 4         | Club Atlético River Plate        | 2 - 1 | 1 - 3  |

### Quarts de finale
Le tirage au sort est orienté afin que les clubs issus d'un même pays se rencontrent, pour éviter une finale entre deux formations d'une même fédération.
| Équipe 1                  | Résultat      | Équipe 2                       | Aller | Retour |
| ------------------------- | ------------- | ------------------------------ | ----- | ------ |
| Club Atlético River Plate | 1 - 1 5-3 tab | Club Atlético Vélez SarsfieldT | 1 - 1 | 0 - 0  |
| Grêmio FBPA               | 6 - 5         | SE Palmeiras                   | 5 - 0 | 1 - 5  |
| Club Sport Emelec         | 4 - 2         | Club Sporting Cristal          | 3 - 1 | 1 - 1  |
| Atlético Nacional         | 3 - 2         | Millonarios Fútbol Club        | 2 - 1 | 1 - 1  |

### Demi-finales
| Équipe 1          | Résultat      | Équipe 2                  | Aller | Retour |
| ----------------- | ------------- | ------------------------- | ----- | ------ |
| Atlético Nacional | 1 - 1 8-7 tab | Club Atlético River Plate | 1 - 0 | 0 - 1  |
| Club Sport Emelec | 0 - 2         | Grêmio FBPA               | 0 - 0 | 0 - 2  |

### Finale
| 23 août 1995 | Grêmio Foot-Ball Porto Alegrense                   | 3 - 1 | Atlético Nacional | Stade Olímpico Monumental, Porto Alegre |                           |
|              | Marulanda 1re (csc) · Jardel 43e · Paulo Nunes 55e |       | 72e Ángel         | Arbitrage : Alfredo Rodas               | Arbitrage : Alfredo Rodas |

| 30 août 1995 | Atlético Nacional | 1 - 1 | Grêmio Foot-Ball Porto Alegrense | Complexe sportif Atanasio-Girardot, Medellín |                                         |
|              | Aristizábal 12e   |       | 85e Dinho                        | Arbitrage : Salvador Imperatore Marcone      | Arbitrage : Salvador Imperatore Marcone |

| Vainqueur de la Copa Libertadores 1995          |
| ----------------------------------------------- |
| Grêmio Foot-Ball Porto Alegrense Deuxième titre |